# مناير القلاف
مناير القلاف (7 أبريل 1986 -)، مذيعة وصحفية كويتية. تعمل في تلفزيون الكويت، وتقدم خلاله نشرة الأخبار.

## عنها
حاصلة على شهادة البكالوريوس في الإعلام، وشهادة تخصص مساند في اللغة الإنجليزية وآدابها من كلية الآداب من جامعة الكويت. كذلك حصلت على عدة دورات صحفية وإعلامية. دخلت عالم الصحافة خلال «مجلة أبواب». ثم عملت في قسم الأخبار والبرامج السياسية كمحررة، في تلفزيون الكويت في أعوام 2010 / 2011 / 2012. عملت كمذيعة أخبار في إذاعة الكويت حتى عام 2013. كذلك قدمت فقرة خلال برنامجي «صباح الخير يا كويت» و«العالم هذا الصباح» في تلفزيون الكويت لفترة، قبل أن تستقر بتقديم نشرة الأخبار بشكل يومي في أكتوبر 2012.